# HMD Global
Pour les articles homonymes, voir HMD.
Human Mobile Devices (HMD) est une entreprise finlandaise de télécommunications, indépendante de Nokia Corporation, à laquelle cette dernière délègue la conception, la production et la commercialisation des téléphones et smartphones de marque Nokia par contrat de licence. 
Fondée en 2016 par d'anciens cadres de Nokia, HMD a repris l'activité de téléphonie mobile et a racheté une partie des brevets que Nokia avait précédemment vendus à Microsoft. Elle est, en 2020, la dernière entreprise européenne majeure encore présente sur le marché des smartphones.
Le nom HMD fait ainsi référence à l'entreprise sous sa forme juridique, tandis que les marques Nokia et Nokia Mobile sont utilisées en référence aux produits ainsi que dans la communication de l'entreprise. 
HMD a commencé à commercialiser des smartphones et des téléphones mobiles Nokia le 1er décembre 2016 en axant sa communication sur l'image de robustesse et de fiabilité de la marque,. L'entreprise a choisi de faire fonctionner ses smartphones en se basant sur Android One et travaille de ce fait en « étroite collaboration » avec Google pour l'utilisation de cette version « pure » du système d'exploitation Android. Cette collaboration en fait le constructeur proposant le plus rapidement les nouvelles mises à jour Android à ses clients,. Sur les autres téléphones mobiles, c'est la plate-forme Series 30+ qui est utilisée. 
Deux hommes d'affaires français, Jean-François Baril (cofondateur et directeur exécutif), un ancien de Nokia et Alain Lejeune (directeur des opérations), un ancien d'Alcatel Mobile sont à la tête d'HMD Global avec Florian Seiche (PDG), un ancien d'HTC et de Microsoft Mobile et Anssi Rönnemaa (directeur financier), un ancien de Microsoft Mobile.

## Histoire
En mai 2016, Nokia annonce le retour de la marque Nokia sur le marché des téléphones mobiles avec un accord signé accordant une licence d'utilisation de la marque Nokia au constructeur HMD Global associé à FIH Mobile Ltd. Les premiers appareils issus de HMD, les Nokia 3310, Nokia 3, Nokia 5 et Nokia 6, sont commercialisés à partir du second semestre 2017.
Le siège de la société HMD se trouve juste en face de celui de Nokia et la plupart de ses employés proviennent de Nokia et de Microsoft ; certains considèrent HMD Global, non pas comme une start-up ayant juste pris le nom de Nokia, mais comme le vrai descendant de la célèbre marque mobile
Le Nokia 6 est le premier smartphone de HMD et le premier Nokia sous un Android « pur ».

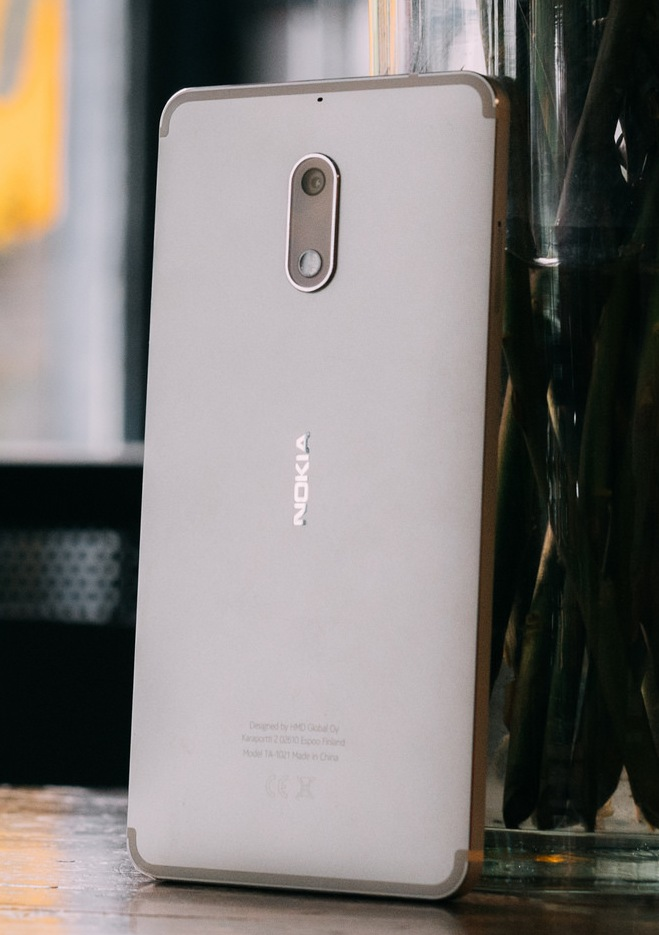
Le Nokia 6, le premier smartphone HMD sous la marque Nokia, et le premier sous Android.

Le 13 décembre 2016, Nokia et HMD présente leurs premiers appareils, les téléphones mobiles Nokia 150 et 150 Dual SIM et ensuite leur premier smartphone Android, Nokia 6 dévoilé le 8 janvier 2017.
Lors du Mobile World Congress en février 2017, HMD a annoncé une nouvelle version du célèbre Nokia 3310 (sorti en mai), ainsi que deux nouveaux appareils Android nommés Nokia 3 et Nokia 5. La première version smartphone était Nokia 6 en Chine et quelques autres marchés asiatiques à partir de janvier, alors que les sorties occidentales ont débuté en juin en commençant par la Finlande, avec une sortie mondiale complète des trois appareils Android prévue pour août.
Le 6 juillet 2017, HMD s'est associé à Carl Zeiss AG pour fournir une optique d'objectif pour caméra aux smartphones Nokia. Nokia a déjà utilisé des optiques Zeiss de 2005 à 2014, ce qui a permis d'obtenir des caméras de haute qualité.
Le 27 juillet 2017, HMD a acheté 500 brevets de conception de Microsoft Mobile, créés à l'origine par Nokia. Un brevet remarquable est l'interface utilisateur de Lumia Camera, qui a été fortement saluée par la critique depuis son apparition sur le Nokia Lumia 1020.
Le 16 août 2017, HMD a présenté son premier smartphone Nokia, le Nokia 8. Ses caractéristiques les plus remarquables sont Dual Sight, permettant la diffusion en direct des caméras Zeiss avant et arrière (appelé bothie, un mot-valise à partir de « selfie » et both « à deux »), et OZO Audio, qui contient une technologie audio spatiale à 360° dérivée de la caméra OZO haut de gamme de Nokia,.

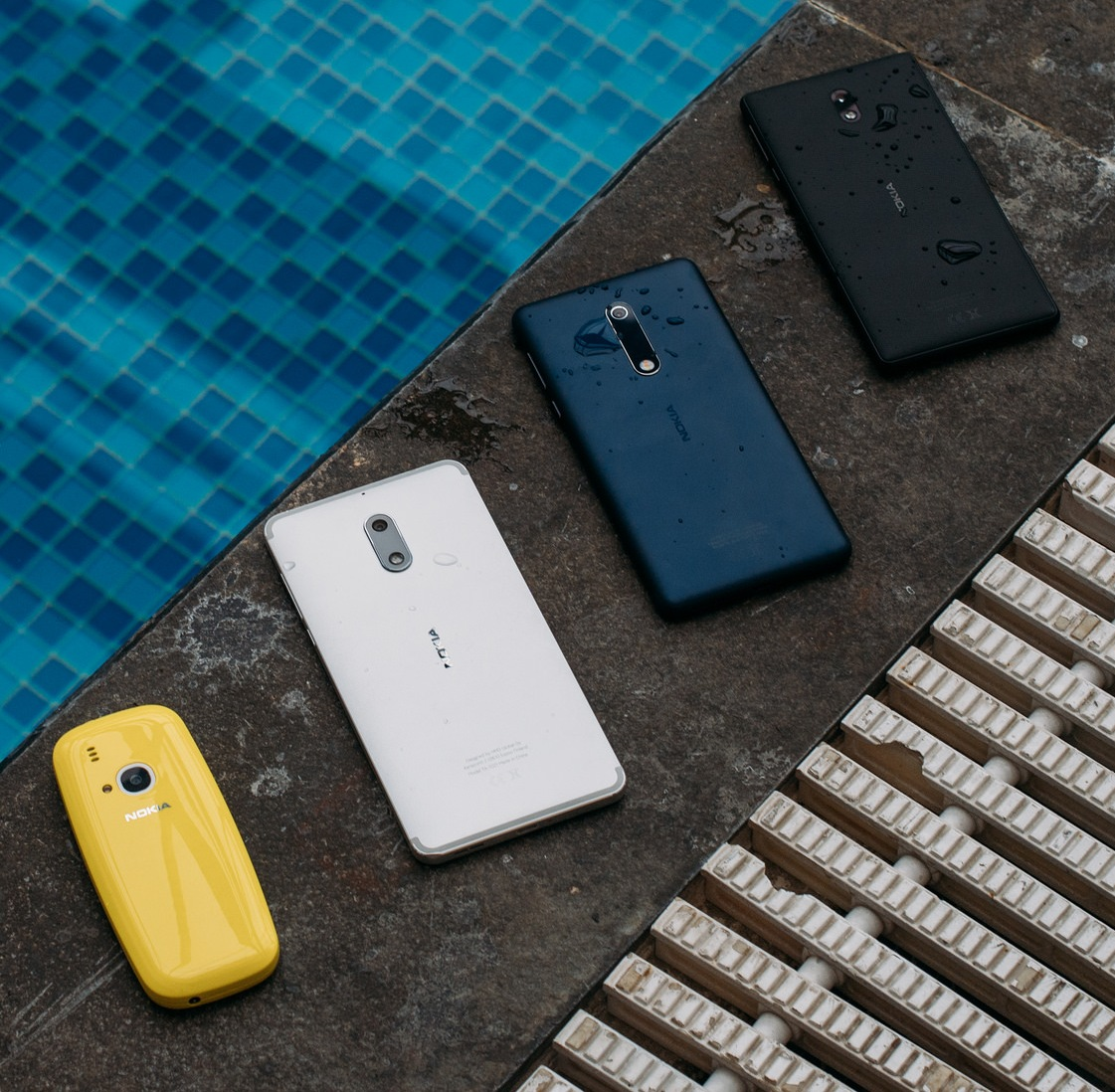
La gamme des smartphones Nokia Mobile de HMD en 2017 avec le Nokia 3310, 6, 5 et 3.

Le 25 octobre 2017, HMD a relancé Nokia Beta Labs, un programme logiciel d'essai.
Le 25 février 2018, HMD a lancé le Nokia 8110 4G, une reprise du téléphone original à partir de 1996, fonctionnant sous le système d'exploitation KaiOS qui fournit des fonctionnalités de smartphone. Un nouveau produit phare haut de gamme a également été présenté, Nokia 8 Sirocco, avec un design tout en verre incurvé et son nom se référant à l'ancien Nokia 8800 Sirocco, ainsi que Nokia 7 plus, et un smartphone ultra-faible, Nokia 1 En outre, HMD a réintroduit l'application Nokia Pro Camera pour les téléphones à caméra ZEISS.

### Nommage des produits
| Période     | Bas de gamme             | Entrée de gamme | Milieu de gamme | Haut de gamme | Notes |
| ----------- | ------------------------ | --------------- | --------------- | ------------- | --- |
| 2017-2020   | 1.x, 2.x                 | 3.x, 4.x, 5.x   | 6.x, 7.x, 8x    | 9             | Le successeur de chaque modèle est dénommé par le chiffre à la droite du point, à la manière des versions de logiciels. Ex: Nokia 6 (2017), Nokia 6.1 (2018), Nokia 6.2 (2019). |
| 2020-actuel | C (ex: C3, C5, C10, C20) | G               | X               |               | Simplification à partir de 2020,. |

### Identité visuelle (logotype)

Logo de la marque de téléphones mobiles Nokia.

## Actionnariat
À travers la holding de droit luxembourgeois Smart Connect LP (d), différents actionnaires détiennent des parts dans HMD Global au 13 mai 2021,.
| Smart Connect LP (Ginko Ventures), |         |
| Foxconn (FIH Mobile Limited)       | 14,38 % |
| Nokia Corporation                  | 10,1 %  |
| Google (GV)                        |         |
| Qualcomm Ventures                  |         |
| DMJ Asia Investment Opportunity    |         |